# Analgidae
Famille
Les Analgidae sont une famille d'acariens.

## Liste des sous-familles
Selon BioLib (18 février 2019) : 
- Ancyralginae Gaud, 1966
- Anomalginae Gaud & Atyeo, 1982
- Kiwialginae Gaud & Atyeo, 1982
- Megniniinae Gaud & Atyeo, 1982
- Protalginae Dubinin, 1953
- Tillacarinae Gaud & Mouchet, 1959

## Description
Les Analgidae sont des animaux minuscules.